# Ida ter Haar
Ida ter Haar (Sneek, 27 juni 1893 – Amsterdam, 6 november 1982), ook wel Ida Last-ter Haar en tante Iet genoemd, was een jeugdtheaterregisseur en -organisatrice, de oprichtster van het kindercircus genaamd Circus Elleboog en een van de Nederlandse pioniersters van het kindertheater.

## Biografie
Ter Haar werd geboren als dochter van Bernard ter Haar (1856-1937), een rector van een gymnasium in Zwolle en Delft en Ida Liefrinck (1857-1931). Ter Haar groeide op in een deftig en burgerlijk gezin, als tweede van vier kinderen.
Ter Haar volgde een docentenopleiding huishoudkunde. In 1917 begon ze met werkzaamheden met kinderen, in eerste instantie in het Zuider Volkshuis te Rotterdam. Toen echtgenoot Jef Last in 1932 voor een aantal maanden in de Sovjet-Unie verbleef, besloot Ter Haar hem op te zoeken. Daar kwam ze in aanraking met pedagogische werkzaamheden en raakte ze onder de indruk van het vernieuwende in Moskou gevestigde Kindertheater van Natalya Sats (1903-1993). Bijzonder te spreken was zij over de manier waarop kinderen werden uitgedaagd zelf hun inbreng te geven in het gehele proces van een theatervoorstelling. In haar ogen vormde het een groot contrast met de veel minder belangrijk gevonden status van het Kindertheater in Nederland. In latere jaren kwam Ter Haar terecht bij verschillende jongerenprojecten en in 1933 startte ze met een eigen jeugdtoneelgroep, de Vrolijke Brigade, die tot en met 1938 bleef bestaan.

## Circus Elleboog
Een van deze projecten was Circus Elleboog. In het jaar 1949 nam Ter Haar, in dienst van het steunfonds Pro Juventute, het initiatief tot oprichting van een clubhuis voor straatjeugd in Amsterdam. Niet veel later kwam hier Circus Elleboog uit voort. De bedoeling was net als een van de mede kindertheater pioniers Hans Snoek, de beschadigde jeugd uit de oorlogsjaren weer kleur te geven en hoop voor een mooie toekomst. Elleboog was gevestigd in de Galerij nr. 7 van het afgebrande Paleis voor Volksvlijt aan het Frederiksplein te Amsterdam. De naam van het circus was afgeleid van het grotere uit Zwitserland afkomstige Circus Knie. Het motto van Elleboog was "Alles dat kan, dat mag". Maar wel met de nadruk het eerst te bespreken. Circus Elleboog werd eveneens ondersteund door John Pijnacker Hordijk die als werkstudent bij het circus kwam. Hij studeerde medicijnen maar onderbrak zijn studie. De kinderen noemden hem al snel "ome Sjon".
Elleboog bood een facet aan mogelijkheden met voor ieder wat wils. Van goochelen, acrobatiek, jongleren, eenwieleren, volksdansen tot het schilderen van attributen, naaien en het opvoeren van clownsacts. Toen de Galerij van het afgebrande Paleis voor Volksvlijt werd afgebroken, werd Elleboog gehuisvest aan de Egelantiersstraat en in latere jaren aan de Passeerdersgracht in de Jordaan. In het jaar 1960, tijdens de inwijding van het nieuwe gebouw aan de Egelantiersstraat, droeg Ter Haar, door de kinderen ‘tante Iet’ genoemd, de leiding over aan Pijnacker Hordijk. Elleboog was in de beginjaren voornamelijk buurtgebonden maar bij de laatste verhuizing naar de Passeerdersgracht ontstond er ook een toestroom van kinderen van buiten de buurt en kreeg Elleboog steeds meer weg van een kindertheater. Poppenkast en toneel werden toegevoegd aan het activiteitenprogramma.

## Privéleven
Op- 11 januari 1923 trouwde Ter Haar met Jef Last. Na een echtscheiding hertrouwden ze op 9 juni 1946 in Amsterdam. Samen kregen ze drie dochters: Femke (1923), Anki (1925) en Mieke (1927).
- Biografisch Portaal: 55953100
- Digitale Bibliotheek voor de Nederlandse Letteren: last010
- Gemeinsame Normdatei: 1355088925
- International Standard Name Identifier: 0000 0000 4463 0224
- Library of Congress Control Number: no2005078526
- Nederlandse Thesaurus van Auteursnamen: 070279993
- RKD-Nederlands Instituut voor Kunstgeschiedenis: 223097
- Virtual International Authority File: 66208662
- WorldCat: E39PBJdmjwhX6gmwFW9Tvg3CwC